# Linanthus bernardinus
Linanthus bernardinus är en blågullsväxtart som beskrevs av N.S.Fraga och D.S.Bell. Linanthus bernardinus ingår i släktet Linanthus och familjen blågullsväxter. Inga underarter finns listade i Catalogue of Life.